# Sáo vàng kim
Sáo vàng kim (danh pháp hai phần: Mino anais) là một loài chim thuộc Họ Sáo. Chúng được tìm thấy tại Indonesia và Papua New Guinea.
Môi trường sinh sống tự nhiên của loài là rừng đất thấp ẩm cận nhiệt đới hoặc nhiệt đới.